# Suusamyr (dolina)
Suusamyr, Dolina Susamyrska, Kotlina Susamyrska (kirg.: Суусамыр өрөөнү, Suusamyr öröönü; ros.: Суусамырская долина, Suusamyrskaja dolina) – dolina w Kirgistanie, między Ałatau Tałaskim i Ałatau Kirgiskim na północy a górami Suusamyr i Dżumgał na południu. Odwadniana przez rzekę Suusamyr. Leży na wysokości 2100–2500 m n.p.m. Dno doliny jest częściowo zabagnione. W krajobrazie dominują stepy, które wykorzystuje się jako pastwiska.